# Олександрійська сільська рада
Олександрі́йська сільська́ ра́да — орган місцевого самоврядування в Рівненському районі Рівненської області. Адміністративний центр — село Олександрія.

## Загальні відомості
- Олександрійська сільська рада утворена в 1940 році.
- Територія ради: 171,1 км²
- Населення ради: 7 573 особи (станом на 2001 рік)

## Населені пункти
Сільській раді підпорядковані населені пункти:
- с. Олександрія
- с. Волошки
- с. Нова Любомирка
- с. Пухова
- с. Свяття
- с. Три Копці
- с. Забороль
- с. Боянівка
- с. Кустин
- с. Решуцьк
- с. Сергіївка

## Склад ради
Рада складається з 26 депутатів та голови.
- Голова ради: Шустов Микола Васильович
- Секретар ради: Писарчук Тетяна Василівна

### Керівний склад попередніх скликань
| Прізвище, ім'я, по батькові  | Основні відомості                                                        | Дата обрання | Дата звільнення |
| ---------------------------- | ------------------------------------------------------------------------ | ------------ | --------------- |
| Смоляр Ігор Анатолійович     | Сільський голова, 1969 року народження                                   | 11.04.2006   | 31.10.2010      |
| Смоляр Ігор Анатолійович     | Сільський голова, 1969 року народження, освіта вища, безпартійний        | 31.10.2010   | 25.10.2015      |
| Михасюк Тетяна Володимирівна | Сільський голова, 1962 року народження, освіта вища, позапартійна        | 25.10.2015   | 29.04.2018      |
| Шустов Микола Васильович     | Сільський голова, 1975 року народження, освіта повна вища, позапартійний | 29.04.2018   |                 |

Примітка: таблиця складена за даними сайту Верховної Ради України